# Cecil L’Estrange Malone
Cecil John L’Estrange Malone (* 7. September 1890 in Dalton Holme, Yorkshire; † 8. Juni 1965) war ein britischer Politiker. Er war der erste kommunistische Abgeordnete im House of Commons.

## Leben und Tätigkeit
Malone war der Sohn des Savile L’Estrange und seiner Ehefrau Frances Mary Malone. Er wurde in Ludgrove, New Barnet und an der Cordwallis School in Maidenhead erzogen und trat anschließend 1905 in die Royal Navy ein. In dieser wurde er zunächst am Royal Naval College in Dartmouth erzogen.
In den Jahren vor dem Ersten Weltkrieg war Malone einer der ersten Männer, die in Großbritannien zu Marinefliegern ausgebildet wurden. Er befehligte die Flugzeuge des Royal Naval Air Service beim Weihnachtsangriff auf Cuxhaven am 25. Dezember 1914. Von August 1914 bis März 1915 war er Kapitän der Engadine, einem zum Flugzeugmutterschiff umgebauten Kanal-Dampfer. Von März 1915 bis April 1916 war er Kapitän der Ben-my-Chree, einem weiteren zum Flugzeugmutterschiff umgebauten Dampfer. Unter Malones Kommando waren die Wasserflugzeuge der Ben-my-Chree die ersten mit Torpedos ausgerüsteten Flugzeuge, die 1916 drei feindliche Schiffe torpedierten. Anschließend übernahm Malone das Kommando über das Wasserflugzeuggeschwader Ostindien und Ägypten. Er kam in der Schlacht von Gallipoli und in Ägypten zum Einsatz, wofür er mit dem Nil-Orden vierten Klasse ausgezeichnet wurde.  
Malone wurde 1918 in die Planungsabteilung der Admiralität berufen, bevor er der erste britische Luftattaché an der Botschaft des Vereinigten Königreichs in Paris wurde. In dieser Funktion war er 1918 außerordentlicher Vertreter (Special Representative) des britischen Luftfahrtministeriums beim Supreme War Council in Versailles. Für seine Kriegsanstrengungen wurde er zum Officer of the Order of the British Empire ernannt.
Bei der britischen Unterhauswahl am 14. Dezember 1918 kandidierte Malone im Wahlkreis Leyton East für die antikommunistische Reconstruction Society. Er wurde ins Unterhaus gewählt und gehörte ihm bis zur Unterhauswahl 1922 am 15. November 1922 an.
1919 war Malone einer der ersten britischen Politiker, die Russland nach der Revolution von 1917 besuchten. Aufgrund der damaligen Blockade des Landes durch die Westmächte überquerte er am 28. September 1919 die grüne Grenze in einem Waldgebiet in Finnland und traf am 29. September in Petrograd ein. Dort nahm er an Besprechungen mit Gewerkschaftern teil und reiste dann mit dem Zug nach Moskau, wo er sich mit Maxim Litwinow, damals ein führender Vertreter des Sowjetischen Kommissariats für Auswärtige Angelegenheiten (Außenministerium), sowie mit dem Kommissar (Minister) für dieses Ressort, Georgi Tschitscherin, traf. Auf Vermittlung dieser beiden durfte er Leo Trotzki, den Kriegsminister der Sowjet-Regierung, in dessen Sonderzug auf einer Inspektionsreise nach Tula begleiten. Bei dieser Gelegenheit besuchte er auch Fabriken, Kraftwerke sowie kulturelle und Regierungseinrichtungen in Sowjetrussland. Die Anstrengungen der Sowjetregierung und ihrer Anhänger, eine völlig neue Gesellschaft zu schaffen, beeindruckten ihn sehr; er verließ das Land als überzeugter Kommunist.
Nach seiner Rückkehr nach Großbritannien wurde Malone ein engagierter Anhänger der gegen eine Intervention Großbritanniens und der übrigen Westmächte in Russland gerichteten „Hands off Russia“-Kampagne (sinngemäß „Hände weg von Russland“-Kampagne) und schloss sich im November 1919 der protokommunistischen British Socialist Party (BSP) an, in der er rasch eine führende Stellung einnahm.
Als im Sommer 1920 unter maßgeblicher Beteiligung der BSP die Communist Party of Great Britain (CPGB) gegründet wurde, trat Malone in diese über, wodurch er zum ersten kommunistischen Abgeordneten im House of Commons wurde.
In einer politischen Ansprache, die er am 7. November 1920 in der Royal Albert Hall hielt, forderte er in scharfer Form eine Beendigung der Beteiligung Großbritanniens am russischen Bürgerkrieg als Interventionsmacht auf Seiten der Weißen Armee gegen die Sowjetregierung. In dieser Rede sprach er sich unter anderem dafür aus, den damaligen britischen Kriegsminister Winston Churchill und den Außenminister George Curzon an Laternenpfählen aufzuhängen, mit der Begründung, mit Hilfe solcher Hinrichtungen der Kriegstreiberei ein Ende zu machen, wenn dadurch tausende Leben gerettet werden würden („What are a few Churchills or a few Curzons on lampposts compared to the massacre of thousands of human beings?“). Er wurde wegen Volksverhetzung (sedition) angeklagt und zu einer sechsmonatigen Gefängnisstrafe verurteilt. Außerdem wurde ihm der Order of the British Empire, den er für seine Leistungen während des Ersten Weltkriegs erhalten hatte, entzogen. Die Communist Party veröffentlichte daraufhin im Januar 1921 ein Pamphlet mit dem Titel What are a Few Churchills?, mit dem sie sich hinter Malone stellte. Im Juni 1921 gelangte Malone wieder auf freien Fuß.
Nachdem er seinen Parlamentssitz 1922 verloren hatte, verließ Malone die CPGB um 1923 und schloss sich der Independent Labour Party an. Bei den Unterhauswahlen am 6. Dezember 1923 und am 29. Oktober 1924 kandidierte erfolglos für die Labour Party im Wahlkreis Ashton-under-Lyne (bei Manchester).
Bei einer Nachwahl im Wahlkreis Northampton im Jahr 1928 konnte er schließlich ins Unterhaus zurückkehren, dem er, nachdem sein Mandat bei der regulären Wahl des Jahres 1929 bestätigt wurde, bis zur Unterhauswahl 1931 angehörte. Insgesamt saß Malone somit zwischen 1918 und 1931 sieben Jahre lang (von 1918 bis 1922 und von 1928 bis 1931) im Unterhaus. 1931 fungierte er zudem in Ergänzung zu seinen Aufgaben als Abgeordneter für einige Monate als parlamentarischer Privatsekretär des Pensionsministers Frederick Roberts.
Als prominenter britischer Kommunist geriet Malone spätestens 1940 ins Visier der nationalsozialistischen Polizeiorgane, die ihn als wichtige Zielperson einstuften: Im Frühjahr 1940 setzte ihn das Reichssicherheitshauptamt in Berlin auf die Sonderfahndungsliste G.B., ein Verzeichnis von Personen, die im Falle einer erfolgreichen deutschen Invasion Großbritanniens durch die Sonderkommandos der SS-Einsatzgruppen mit besonderer Priorität ausfindig gemacht und verhaftet werden sollten.

## Familie
Malone war seit 1921 mit Leah Klingenstein († 1951) verheiratet, mit der er eine Tochter hatte. In zweiter Ehe war Malone seit 1956 mit Dorothy Nina Cheetham († 1980) verheiratet.

## Schriften
- The Russian Republic, 1920.
- New China, 1926.
- Manchoukuo. Jewl of Asia, 1936. (mit D.M.B. Collier)